# Schtschigry
Schtschigry (russisch Щигры) ist eine Stadt in der Oblast Kursk (Russland) mit 17.040 Einwohnern (Stand 14. Oktober 2010).

## Geografie
Die Stadt liegt etwa 60 km nordöstlich der Oblasthauptstadt Kursk an den Flüsschen Schtschigor (auch Schtschigra) und Lesnaja Plata im Flusssystem des Don.
Schtschigry ist der Oblast administrativ direkt unterstellt und zugleich Verwaltungszentrum des gleichnamigen Rajons.

## Geschichte

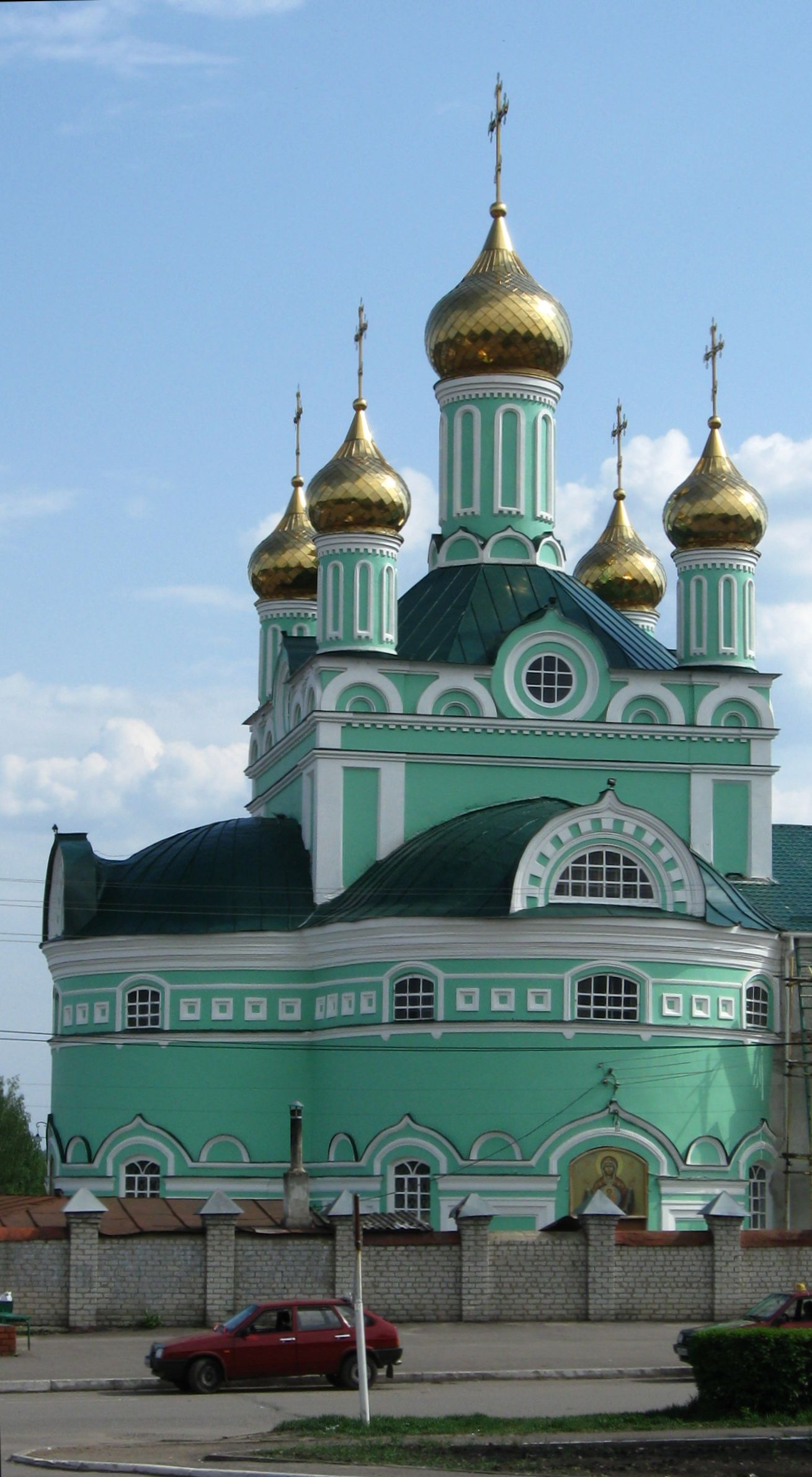
Dreifaltigkeitskirche

An Stelle der heutigen Stadt existierte im 17. Jahrhundert das Dorf Troizkoje na Schtschigrach, benannt nach der Dreifaltigkeits-Dorfkirche (russisch Troizkaja zerkow, von Troiza) und der regionalen, volkstümlichen Bezeichnung schtschigor für bewaldete Hügelketten.
1779 wurde das Stadtrecht als Verwaltungszentrum eines Kreises (Ujesds) unter dem heutigen Namen verliehen.
Haupterwerbszweig der Bevölkerung im 19. Jahrhundert waren Ackerbau und Schweinezucht.
Am 7. April 1923 wurde nahe Schtschigry das erste Eisenerz der Kursker Magnetanomalie entdeckt.
Im Zweiten Weltkrieg wurde Schtschigry am 21. November 1941 von der deutschen Wehrmacht besetzt und am 5. Februar 1943 von Truppen der Woronescher Front der Roten Armee im Rahmen der Schlacht um Charkow zurückerobert.

### Bevölkerungsentwicklung
| Jahr | Einwohner |
| ---- | --------- |
| 1897 | 06.061    |
| 1926 | 04.400    |
| 1939 | 07.639    |
| 1959 | 11.405    |
| 1970 | 17.133    |
| 1979 | 20.572    |
| 1989 | 21.187    |
| 2002 | 19.582    |
| 2010 | 17.040    |
| 2021 | 14.927    |

Anmerkung: Volkszählungsdaten (1926 gerundet)

## Kultur und Sehenswürdigkeiten
Die Stadt besitzt ein Heimatmuseum.

## Wirtschaft und Infrastruktur
In Schtschigry gibt es ein Werk für geologische Erkundungsausrüstungen (Geomasch), eine Kunststofffabrik (Plastpolimer) sowie Unternehmen der Baumaterialienwirtschaft und der Lebensmittelindustrie.
Die Stadt liegt an der 1894 eröffneten Eisenbahnstrecke Kursk–Woronesch.

## Söhne und Töchter der Stadt
- Ilja Iwanow (1870–1932), Biologe und Tierzüchter
- Wiktor Kolesnikow (* 1946), Politiker; Duma-Abgeordneter[2]